# Arbolado
Arbolado är en ort i Mexiko.   Den ligger i kommunen Tasquillo och delstaten Hidalgo, i den sydöstra delen av landet, 130 km norr om huvudstaden Mexico City. Arbolado ligger 1 662 meter över havet och antalet invånare är 865.
Terrängen runt Arbolado är huvudsakligen kuperad, men åt sydväst är den platt. Runt Arbolado är det ganska tätbefolkat, med 60 invånare per kvadratkilometer. Närmaste större samhälle är Ixmiquilpan, 14,6 km sydost om Arbolado. Trakten runt Arbolado består i huvudsak av gräsmarker.